# Lorenzo Fragola

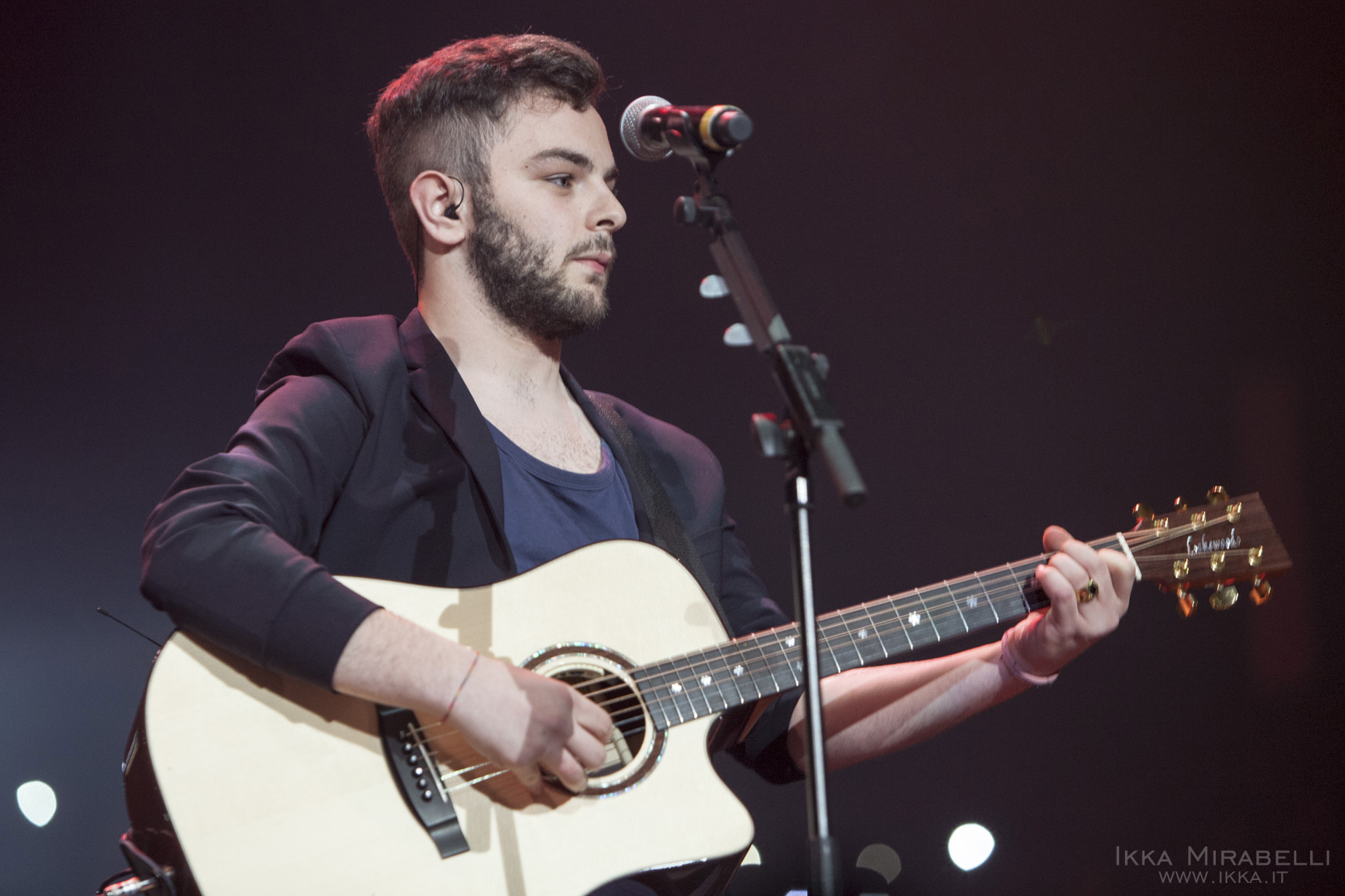
Lorenzo Fragola im März 2015 im Mediolanum Forum

Lorenzo Fragola (* 26. April 1995 in Catania) ist ein italienischer Popsänger, der durch den Sieg bei der achten Staffel der Castingshow X Factor bekannt wurde.

## Werdegang

### Anfänge undX Factor
Fragola wuchs in Catania auf und besuchte dort das Realgymnasium Galileo Galilei. Er war in den zwei Schultheater-Aufführungen von Cavalleria rusticana und Shakespeare in Love zu sehen. Nach dem Abschluss zog Fragola nach Bologna, um am DAMS zu studieren.
Im Jahr 2013 nahm Fragola erstmals an den Castings zu X Factor teil, er wurde jedoch abgelehnt. So bewarb er sich 2014 erneut bei X Factor; diesmal gelang ihm die Aufnahme in die Kategorie Uomini 16–24, die von Fedez betreut wurde, und schließlich der Sieg. Seine Debütsingle The Reason Why erreichte auf Anhieb die Chartspitze. Anschließend wurde auch eine erste EP veröffentlicht.

### Sanremo-Festival und erstes Album
Anfang 2015 nahm Fragola mit dem Lied Siamo uguali am Sanremo-Festival teil und erreichte dort den zehnten Platz. Es folgte das Debütalbum mit dem Titel 1995. Das Album enthält sowohl italienisch als auch englischsprachige Lieder, die von Fragola selbst zusammen mit u. a. Nek und Tom Odell geschrieben und von Fabrizio Ferraguzzo und Fausto Cogliati produziert wurden. Auch das Album debütierte an der Chartspitze. Anfang 2016 wählten die Hörer von Radio Italia das Album zum Album des Jahres 2015.
Im Sommer 2015 erschien die Single # Fuori c’è il sole. Ein weiteres Lied, La nostra vita è oggi, fand Eingang in den italienischen Soundtrack des Films Arlo & Spot. Mit dem Lied Infinite volte trat Fragola beim Sanremo-Festival 2016 an. Im März erschien sein zweites Album Zero Gravity.

## Diskografie
Alben und EPs

| Jahr | Titel           | Höchstplatzierung, Gesamtwochen, AuszeichnungChartsChartplatzierungen (Jahr, Titel, Platzierungen, Wochen, Auszeichnungen, Anmerkungen) | Anmerkungen        |
| Jahr | Titel           | IT | Anmerkungen        |
| ---- | --------------- | --- | ------------------ |
| 2014 | Lorenzo Fragola | IT11 (16 Wo.)IT | EP                 |
| 2015 | 1995            | IT1 Platin · (31 Wo.)IT | Verkäufe: + 50.000 |
| 2016 | Zero Gravity    | IT1 (18 Wo.)IT |                    |
| 2018 | Bengala         | IT4 (4 Wo.)IT |                    |

Lieder

| Jahr | Titel Album                    | Höchstplatzierung, Gesamtwochen, AuszeichnungChartplatzierungen (Jahr, Titel, Album, Platzierungen, Wochen, Auszeichnungen, Anmerkungen) | Höchstplatzierung, Gesamtwochen, AuszeichnungChartplatzierungen (Jahr, Titel, Album, Platzierungen, Wochen, Auszeichnungen, Anmerkungen) | Anmerkungen                                                      |
| Jahr | Titel Album                    | IT | CH | Anmerkungen                                                      |
| ---- | ------------------------------ | --- | --- | ---------------------------------------------------------------- |
| 2014 | The Reason Why Lorenzo Fragola | IT1 ×2Doppelplatin · (22 Wo.)IT | — | Verkäufe: + 60.000                                               |
| 2015 | Siamo uguali 1995              | IT8 ×2Doppelplatin · (36 Wo.)IT | — | Beitrag zum Sanremo-Festival 2015 Verkäufe: + 100.000            |
| 2015 | # Fuori c’è il sole 1995       | IT5 ×3Dreifachplatin · (29 Wo.)IT | — | Verkäufe: + 150.000                                              |
| 2016 | Infinite volte Zero Gravity    | IT7 Platin · (12 Wo.)IT | — | Beitrag zum Sanremo-Festival 2016 Verkäufe: + 50.000             |
| 2016 | D’improvviso Zero Gravity      | IT42 ×2Doppelplatin · (19 Wo.)IT | — | Verkäufe: + 100.000                                              |
| 2017 | L’esercito del selfie          | IT4 ×3Dreifachplatin · (15 Wo.)IT | CH53 (5 Wo.)CH | Takagi & Ketra feat. Lorenzo Fragola & Arisa Verkäufe: + 150.000 |

Weitere Lieder
- The Rest (2015)
- Matriosca (feat. Two Fingerz; 2015)
- Luce che entra (2016) – Gold (25.000+)[12]

## Belege
1. ↑  Alessandra Modica: X Factor, Lorenzo Fragola: intervista in esclusiva a papà Davide e non solo. In: NewSicilia. 3. Dezember 2014, abgerufen am 28. Januar 2016.
2. ↑  Lorenzo Fragola. In: X Factor. Sky Italia, abgerufen am 28. Januar 2016.
3. ↑  Sara Faillaci: Lorenzo Fragola: «Vado a Sanremo». In: VanityFair.it. Condé Nast, 17. Dezember 2014, abgerufen am 28. Januar 2016.
4. ↑  Luca Dondoni: Lorenzo Fragola: “Per vincere a X Factor ho battuto le mie paure”. In: LaStampa.it. 13. Dezember 2014, abgerufen am 28. Januar 2016.
5. ↑  Lorenzo Fragola: Anche Nek tra gli autori del suo album di debutto. All Music Italia, 14. März 2015, abgerufen am 28. Januar 2016.
6. ↑  L’album più votato del 2015: il pubblico di Radio Italia sceglie Fragola. Radio Italia, 12. Januar 2016, abgerufen am 28. Januar 2016.
7. ↑  Lorenzo Fragola: “Fuori c’è il sole”, nuovo singolo dall’album “1995”. Radio Italia, 11. Juni 2015, abgerufen am 28. Januar 2016.
8. ↑  Lorenzo Fragola: da domani in radio il nuovo singolo “#Fuori c’è il sole”. Il 29 giugno l’evento al cinema. Sony Music, 11. Juni 2015, abgerufen am 28. Januar 2016.
9. ↑  Il viaggio di Arlo: Lorenzo Fragola canta “La nostra vita è oggi”. In: Cinema.everyeye.it. Abgerufen am 19. November 2015.
10. ↑  Festival di Sanremo 2016, Carlo Conti da Massimo Giletti svela i venti Big in gara. In: Repubblica.it. Gruppo Editoriale L’Espresso, 13. Dezember 2015, abgerufen am 28. Januar 2016.
11. ↑  Alben von Lorenzo Fragola. In: Italiancharts.com. Hung Medien, abgerufen am 19. Juli 2017.
12. 1 2 3 4 5 6 7 8  Auszeichnungsarchiv. FIMI, abgerufen am 21. Februar 2022 (italienisch).
13. ↑  Archivio classifiche Top Digital. FIMI, abgerufen am 21. Februar 2022 (italienisch).

| Personendaten    | Personendaten           |
| ---------------- | ----------------------- |
| NAME             | Fragola, Lorenzo        |
| KURZBESCHREIBUNG | italienischer Popsänger |
| GEBURTSDATUM     | 26. April 1995          |
| GEBURTSORT       | Catania, Italien        |